# Гальперин, Фёдор Матвеевич
Фёдор (Файвель) Матвеевич Гальпе́рин (1903—1985) — советский металлофизик. 

## Биография
Родился в 1903 году в Екатеринославе (ныне Днепр, Украина) в семье чернорабочего. В 1917—1920 годах работал в профсоюзе. Член РКП(б) с 1920 года. В 1920—1923 годах учился на рабфаке МГУ. По окончании в 1929 году физико-математического факультета МГУ в учился в аспирантуре НИИФ МГУ (1930—1932). В 1924—1926 годах член райкома и кандидат бюро райкома ВЛКСМ.
С 1932 года руководил семинаром аспирантов по методологии физики, преподавал на физическом факультете МГУ, в ИКП, Промакадемии. В 1936 году был исключён из рядов ВКП(б) и уволен с работы. В 1941—1943 годах работал в МАИ имени С. Орджоникидзе, одновременно заведовал лабораторией в ИМАН. В 1942 году разработал состав новой марки стали, нашедшей применение в создании танковой брони. В 1943 году передал присуждённую ему Сталинскую премию в Фонд обороны.
С 1945 года директор ИМАН. 
В 1966—1970 годах доцент кафедры экспериментальной и теоретической физики, в 1970—1981 годах заведующий кафедрой ядерного магнетизма в Мордовском государственном университете. Профессор (1977).

## Награды и премии
- Сталинская премия третьей степени (1943) — за разработку и внедрение в промышленность новых марок сталей, дающих большую экономию ферросплавов (с коллективом)
- орден Отечественной войны II степени
- орден Красной Звезды

## Книги
- Кристаллическая, электронная и магнитная структуры магнитных материалов / Ф. М. Гальперин ; Гос. ком. Совмина СССР по судостроению. - Л. : Судпромгиз, 1960. - 140 с. - Библиогр.: с. 134-138. - 1100 экз.